# コンスタンティノス・ラスカリス
コンスタンティノス・ラスカリス（ギリシア語：Κωνσταντίνος Λάσκαρης （Kōnstantinos Laskarēs）, ? - 1211年頃?）は、東ローマ帝国の皇帝。その在位期間の短さから「一夜皇帝」とあだ名される。彼を「コンスタンティノス11世」とし、後年の東ローマ帝国最後の皇帝を「コンスタンティノス12世」とする場合もある。

## 生涯
1204年、第4回十字軍に首都コンスタンティノポリスを攻撃され(コンスタンティノープル包囲戦 (1204年))、皇帝アレクシオス5世ドゥーカスが逃亡したあと、首都防衛に活躍していたコンスタンティノスが皇帝に選出された。ただし、皇帝の有力候補者に選ばれただけであるという説、あるいはくじ引きで選ばれたという説もある。また、選出されてからわずかな期間でコンスタンティノポリスを逃れ、弟テオドロスとともに小アジアに逃亡したため、彼を皇帝としての歴代に加えない史料も多い。
逃亡先のニカイアでコンスタンティノスは皇帝の地位と称号を辞退して弟のテオドロスに譲った。テオドロスは皇帝（テオドロス1世ラスカリス）に即位し、コンスタンティノポリス陥落後に成立したビザンツ系亡命政権のひとつであるニカイア帝国（ラスカリス朝）を樹立した。